# Alain Nauroy
 (décembre 2023).
Si vous disposez d'ouvrages ou d'articles de référence ou si vous connaissez des sites web de qualité traitant du thème abordé ici, merci de compléter l'article en donnant les références utiles à sa vérifiabilité et en les liant à la section « Notes et références ».
Pour les articles homonymes, voir Nauroy (homonymie).
Alain Nauroy est un réalisateur et assistant réalisateur français né à Annecy en 1943.
Il a notamment été à l'origine de la création du cinéma d'animation d'Annecy.

## Biographie
Assistant réalisateur durant la première partie de sa carrière, Alain Nauroy a surtout réalisé des films érotiques ou pornographiques sous divers pseudonymes au cours des années 1970. Il a ensuite travaillé à nouveau comme assistant réalisateur pour le cinéma et la télévision.

## Filmographie

### Réalisateur
- 1974 : Le Rallye des joyeuses
- 1975 : La Villa
- 1977 : Lâche-moi les valseuses !
- 1977 : Stella
- 1981 : Faut s'les faire... ces légionnaires !

### Assistant réalisateur
- 1966 : Le Dix-septième ciel de Serge Korber
- 1970 : Le Distrait de Pierre Richard
- 1972 : Les Feux de la Chandeleur de Serge Korber
- 1973 : L'Emmerdeur d'Édouard Molinaro
- 1977 : L'Homme pressé d'Édouard Molinaro
- 1979 : Gros-Câlin de Jean-Pierre Rawson
- 1980 : Les Surdoués de la première compagnie de Michel Gérard
- 1984 : Le Fou du roi d'Yvan Chiffre
- 1986 : Les Frères Pétard d'Hervé Palud
- 1988 : À notre regrettable époux de Serge Korber
- 1988 : Adieu, je t'aime de Claude Bernard-Aubert
- 1991 : Les Fleurs du mal de Jean-Pierre Rawson
- 1994 : Un Indien dans la ville d'Hervé Palud
- 1996 : Les Bidochon de Serge Korber